# Norwid Częstochowa
Klub Sportowy Norwid Częstochowa – polska męska drużyna siatkarska z Częstochowy. Od sezonu 2023/2024 występuje w PlusLidze. Powstała jako sekcja młodzieżowego klubu sportowego, prowadzonego przy IX Liceum Ogólnokształcącym im. Cypriana K. Norwida w Częstochowie.

## Historia
Początkowo drużyna działała jako sekcja sportowa przy IX Liceum Ogólnokształcącym im. Cypriana K. Norwida w Częstochowie, gdzie od roku szkolnego 1999/2000 funkcjonowała klasa o profilu siatkarskim. Pod opieką trenera Janusza Sikorskiego młodzi zawodnicy (z Pawłem Woickim w składzie) w finale Mistrzostw kraju zdobyli swój pierwszy srebrny medal. W finale Mistrzostw Polski Kadetów bez straty seta zajęli pierwsze miejsce i zdobyli złoty medal.
Jako datę założenia klubu przyjmuje się rok 2002. Powstało wtedy Stowarzyszenie Sportowe Seniorzy – Juniorom „Siatkówka 2002”. Cel Stowarzyszenia to popularyzacja siatkówki wśród dzieci i młodzieży oraz przygotowanie młodych zawodników do profesjonalnego uprawiania tego sportu. Prezesem Stowarzyszenia został Krzysztof Wachowiak. Od tego samego roku, sponsorem strategicznym klubu jest firma Delic-Pol.
W sezonie 2003/2004 kadeci wywalczyli mistrzowski tytuł w Polsce. W tym też sezonie, para Grzegorz Fijałek i Grzegorz Pająk została mistrzami Polski kadetów w siatkówce plażowej. Wysłani na Mistrzostwa Europy do lat 18 rozgrywane w Mysłowicach zajęli trzecie miejsce. W następnym sezonie juniorzy w finale Mistrzostw Polski wywalczyli brązowy medal. Kadeci dotarli do finału, zajmując w nim drugie miejsce. Grzegorz Fijałek natomiast, wywalczył srebrny medal Mistrzostw Europy do lat 20 i brązowy medal Mistrzostw Europy do lat 19 w piłce siatkowej Plażowej.
W sezonie 2005/2006 kadeci pod wodzą Piotra Stachury ponownie zdobyli mistrzostwo Polski. W sezonie 2006/2007 kadeci zdobyli brązowy medal Mistrzostw Polski. W 2006 roku trenerem drugoligowców został Stanisław Gościniak. W latach 2009 i 2010 juniorzy dwukrotnie sięgnęli po wicemistrzostwo kraju – po raz pierwszy w Częstochowie, rok później obronili srebro na turnieju w Radomiu. W roku 2010 kadeci i młodzicy również zdobyli srebrne medale.
W 2010 roku młodzi siatkarze Delic-Polu Norwid Częstochowa uczestniczyli w klubowych Mistrzostwach Europy U18. Częstochowianie sięgnęli po złoto, pokonując między innymi takie kluby jak Arkas Izmir, Trentino Volley, Lube Banca Macerata czy ATC Trenčín COP.
W sezonie 2010/2011 juniorzy zdobyli 4. miejsce Mistrzostw Polski, natomiast kadeci sięgnęli po wicemistrzostwo kraju. Rok później juniorzy sięgają po Mistrzostwo Polski. W roku 2013 bronią tytułu Mistrza Polski. W składzie drużyny juniorów znajdował się wówczas Mateusz Bieniek, późniejszy reprezentant Polski. W grudniu 2012 roku klub zaczął współpracować z firmą Exact Systems, która została sponsorem tytularnym. Od tego momentu klub, oprócz szkolenia młodzieży, zaczął stawiać większy nacisk na budowę drużyny seniorskiej.
Od sezonu 2016/2017 klub występował w 1. Lidze. W pierwszym sezonie gry na zapleczu PlusLigi, zespół prowadzony przez duet trenerski Panas / Gościniak zajął 10. lokatę. W kolejnym sezonie częstochowianie ostatecznie uplasowali się na 7. miejscu. Sezon 2018/2019 przyniósł jeszcze lepsze miejsce – szóste. W sezonie 2019/2020 nowym szkoleniowcem pierwszej drużyny został Tomasz Wasilkowski, który w trakcie sezonu zastąpiony przez Piotra Lebiodę.
Od października 2022 roku klub rozgrywa swoje mecze domowe w Hali Sportowej Częstochowa. W 2023 roku drużyna wygrała w finale 1. ligi z zespołem MKS Będzin i wywalczyła awans do PlusLigi.
8 grudnia 2024 roku w 15. kolejce PlusLigi (2024/2025) były rozgrywający reprezentacji Polski, a obecnie zawodnik Steam Hemarpolu Norwid Częstochowa Łukasz Żygadło został najstarszym zawodnikiem, który zagrał w meczu w polskiej lidze. Siatkarz miał dokładnie 45 lat, 4 miesiące i 6 dni. Poprzedni rekord należał do rozgrywającego Jarosława Macionczyka, który również grał w PlusLidze w wieku 45 lat.

### Chronologia nazw
- 2002–2012 KS Delic-Pol Norwid Częstochowa
- 2012–2023 Exact Systems Norwid Częstochowa
- 2023–2024 Exact Systems Hemarpol Częstochowa[27]
- 2024–2025 Steam Hemarpol Norwid Częstochowa[28]
- 2025– Steam Hemarpol Politechnika Częstochowa[29]

### Sukcesy młodzieżowe
- klubowe Mistrzostwo Europy U18 (2010)[16][30],
- klubowe Mistrzostwo Europy U16 (EuregioCup) (2011)[30],
- Mistrzostwa Polski Juniorów:
  - 1. miejsce: 2012[19], 2013[20],
  - 2. miejsce: 2008[12], 2009[13],
  - 3. miejsce: 2000[30], 2005[7],
- Mistrzostwa Polski Kadetów:
  - 1. miejsce: 2004[4], 2006[9],
  - 2. miejsce: 1999[30], 2005[8], 2010[14], 2011[18],
  - 3. miejsce: 2007[10],
- Mistrzostwa Polski Młodzików:
  - 2. miejsce: 2010[15], 2014[30],
  - 3. miejsce: 2008[31],
- sukcesy indywidualne zawodników[30]:
  - srebrny medal Mistrzostw Europy Kadetów (Marcin Kryś, 2001),
  - srebrny medal Mistrzostw Europy Kadetów (Maciej Kordysz, Michał Żuk, 2003),
  - złoty medal Mistrzostw Świata Juniorów (Marcin Kryś, Paweł Woicki, 2003),
  - złoty medal Mistrzostw Europy Kadetów (Jakub Jarosz, Bartosz Janeczek 2005),
  - medale Grzegorza Fijałka w różnych latach,
- medale na ogólnopolskich turniejach minisiatkówki w Głuchołazach, Nowym Sączu i Tomaszowie Mazowieckim[30],

## Bilans sezon po sezonie
| Sezon     | Liga              | Miejsce | Mecze | Mecze (Z-P) | Puchar Polski | Uwagi |
| --------- | ----------------- | ------- | ----- | ----------- | ------------- | --- |
| 2003/2004 | III liga          | 1.      |       |             |               | awans do II ligi                                                                                              |
| 2004/2005 | II liga (grupa 2) | 2.      |       |             |               | |
| 2005/2006 | II liga (grupa 2) | 5.      |       |             |               | |
| 2006/2007 | II liga (grupa 2) | 4.      |       |             |               | |
| 2007/2008 | II liga (grupa 2) | 6.      |       |             |               | |
| 2008/2009 | II liga (grupa 2) | 8.      |       |             |               | |
| 2009/2010 | II liga (grupa 2) | 6.      |       |             |               | |
| 2010/2011 | II liga (grupa 2) | 4.      |       |             |               | |
| 2011/2012 | II liga (grupa 2) | 6.      |       |             |               | |
| 2012/2013 | II liga (grupa 2) | 12.     |       |             |               | |
| 2013/2014 | II liga (grupa 3) | 5.      |       |             |               | |
| 2014/2015 | II liga (grupa 3) | 5.      |       |             |               | |
| 2015/2016 | II liga (grupa 3) | 2.      |       |             |               | awans do I ligi (na miejsce klubu KS Camper Wyszków, który wycofał się z rozgrywek przed rozpoczęciem sezonu) |
| 2016/2017 | I liga            | 9.      | 25    | 5-20        | 4. runda      | |
| 2017/2018 | I liga            | 7.      | 27    | 11-16       | 4. runda      | |
| 2018/2019 | I liga            | 6.      | 34    | 21-13       | 2. runda      | |
| 2019/2020 | I liga            | 11.     | 25    | 9-16        | 3. runda      | |
| 2020/2021 | I liga            | 5.      | 32    | 20-12       |               | |
| 2021/2022 | I liga            | 11.     | 30    | 13-17       | 1/16 finału   | |
| 2022/2023 | I liga            | 1.      | 38    | 30-8        | 4. runda      | awans do PlusLigi                                                                                             |
| 2023/2024 | PlusLiga          | 15.     | 30    | 7-23        |               | |
| 2024/2025 | PlusLiga          | 8.      | 32    | 16-16       | ćwierćfinał   | |

Poziom rozgrywek:
     najwyższy ogólnokrajowy
     drugi
     trzeci
     czwarty

## Trenerzy
| Sezon     | W trakcie sezonu    | Trener              |
| --------- | ------------------- | ------------------- |
| 2006/2007 |                     | Stanisław Gościniak |
| 2007/2008 |                     | Stanisław Gościniak |
| 2008/2009 |                     | Stanisław Gościniak |
| 2009/2010 |                     | Stanisław Gościniak |
| 2010/2011 |                     | Stanisław Gościniak |
| 2011/2012 |                     | Stanisław Gościniak |
| 2012/2013 |                     | Stanisław Gościniak |
| 2013/2014 |                     | Stanisław Gościniak |
| 2014/2015 |                     | Radosław Panas      |
| 2015/2016 |                     | Radosław Panas      |
| 2016/2017 |                     | Radosław Panas      |
| 2017/2018 |                     | Radosław Panas      |
| 2018/2019 |                     | Radosław Panas      |
| 2019/2020 | do 09.12.2019       | Tomasz Wasilkowski  |
| 2019/2020 | od 09.12.2019       | Piotr Lebioda       |
| 2020/2021 |                     | Piotr Lebioda       |
| 2021/2022 | Piotr Gruszka       |                     |
| 2022/2023 | Piotr Gruszka       | do 27.10.2022       |
| 2022/2023 | od 29.10.2022       | Leszek Hudziak      |
| 2023/2024 |                     | Leszek Hudziak      |
| 2024/2025 | Cézar Douglas Silva |                     |
| 2025/2026 | Guillermo Falasca   |                     |

## Kadra

### Sezon 2025/2026[39]
- Trener:  Guillermo Falasca

| Nr                     | Imię i nazwisko          | Data ur.   | Wzrost | Pozycja      |
| ---------------------- | ------------------------ | ---------- | ------ | ------------ |
| 1                      | Bartłomiej Lipiński      | 16.11.1996 | 201    | przyjmujący  |
| 6                      | Daniel Popiela           | 29.04.2001 | 200    | środkowy     |
| 7                      | Damian Radziwon          | 05.11.2002 | 201    | środkowy     |
| 11                     | Milad Ebadipur (kapitan) | 17.10.1993 | 196    | przyjmujący  |
| 13                     | Mateusz Masłowski        | 13.06.1997 | 185    | libero       |
| 16                     | Bartosz Makoś            | 01.08.1998 | 176    | libero       |
| 17                     | Tomasz Kowalski          | 12.06.1991 | 202    | rozgrywający |
| 23                     | Patrik Indra             | 08.12.1997 | 200    | atakujący    |
| 31                     | Sebastian Adamczyk       | 28.02.1999 | 208    | środkowy     |
| Potwierdzone transfery |                          |            |        |              |
|                        | Luciano De Cecco         | 02.06.1988 | 193    | rozgrywający |
|                        | Samuel Jeanlys           | 27.03.1999 | 202    | atakujący    |
|                        | Jakub Nowak              | 11.06.2005 | 205    | środkowy     |
|                        | Jakub Kiedos             | 23.11.2005 | 204    | przyjmujący  |

### Sezon 2024/2025
Źródło:
Sztab szkoleniowy
- Pierwszy trener:  Cézar Douglas Silva
- Asystent trenera: Leszek Hudziak
- Trener przygotowania fizycznego: Przemysław Gaszyński
- Fizjoterapeuta: Robert Giedrowicz
- Statystyk: Paweł Młyński

Dyrektor sportowy – Łukasz Żygadło
| Nr | Imię i nazwisko                                           | Data ur.   | Wzrost | Pozycja      |
| -- | --------------------------------------------------------- | ---------- | ------ | ------------ |
| 1  | Bartłomiej Lipiński                                       | 16.11.1996 | 201    | przyjmujący  |
| 3  | Mateusz Borkowski                                         | 18.02.2002 | 199    | atakujący    |
| 4  | Bartosz Schmidt                                           | 03.06.1991 | 200    | środkowy     |
| 5  | Quinn Isaacson (kontuzjowany od 01.12.2024 do 30.01.2025) | 19.02.1999 | 188    | rozgrywający |
| 6  | Daniel Popiela                                            | 29.04.2001 | 200    | środkowy     |
| 7  | Damian Radziwon                                           | 05.11.2002 | 201    | środkowy     |
| 8  | Artur Sługocki                                            | 01.05.1999 | 196    | przyjmujący  |
| 10 | Damian Kogut                                              | 03.01.1997 | 191    | przyjmujący  |
| 11 | Milad Ebadipur (kapitan)                                  | 17.10.1993 | 196    | przyjmujący  |
| 13 | Mateusz Masłowski                                         | 13.06.1997 | 185    | libero       |
| 15 | Łukasz Żygadło (od 02.12.2024)                            | 02.08.1979 | 201    | rozgrywający |
| 16 | Bartosz Makoś                                             | 01.08.1998 | 176    | libero       |
| 17 | Tomasz Kowalski                                           | 12.06.1991 | 202    | rozgrywający |
| 23 | Patrik Indra                                              | 08.12.1997 | 200    | atakujący    |
| 31 | Sebastian Adamczyk                                        | 28.02.1999 | 208    | środkowy     |